# Cratere Conches
Conches  è un cratere sulla superficie di Marte.